# Bourton (Shropshire)

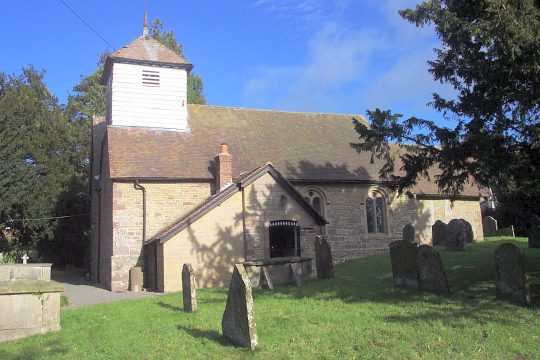

Bourton – przysiółek w Anglii, w Shropshire, w dystrykcie (unitary authority) Shropshire. Leży 13 km od miasta Bridgnorth, 19,2 km od miasta Shrewsbury i 208,1 km od Londynu. Bourton jest wspomniana w Domesday Book (1086) jako Burtune.